# Mario Gonzi
Mario Gonzi (Mödling, 5 mei 1966) is een Oostenrijkse jazzdrummer van de modernjazz.

## Biografie
Gonzi speelt drums sinds hij vijf was. In 1979, op 13-jarige leeftijd, begon hij te studeren aan het Weense Conservatorium bij Erich Bachträgl. In 1980 en 1982 nam hij deel aan Peter Herbolzheimers Big Band-seminar in Deutschlandsberg met Ronnie Stephenson en Ed Soph. Sinds 1982 treedt hij op met Eddie Lockjaw Davis. Daarna volgden tournees, concerten en opnamen met muzikanten als Sal Nistico, Jim Pepper, Allan Praskin, Claudio Roditi, Karl Ratzer, Etta Cameron, Clark Terry, Vincent Herring en Take 6. In 1989 werkte Mario Gonzi lange tijd voor Paquito D'Rivera in New York. In 1992 speelde hij in de bigband van Joe Haider en Bert Joris. Hij toerde door de Verenigde Staten met het Art Farmer-kwintet, waarvan hij van 1985 tot 1999 lid was. Hij is ook lid van het kwartet van Roman Schwaller en de New Orleans Hard Bop van Adrian Mears. Van 1998 tot 2008 was hij lid van het Vienna Art Orchestra. Hij begeleidt ook Marianne Mendt en Zipflo Weinrich. In 2012 maakte hij deel uit van het Olaf Polziehn Trio met Jesse Davis op tournee door Duitsland. Hij werkte ook samen met Addison Frei.
In 2001 ontving hij de Hans Koller-prijs als «Sideman van het jaar».